# 何のシーズン?
『何のシーズン？』（なんのシーズン？、Duck! Rabbit, Duck!）は、アメリカ合衆国の映画会社、ワーナー・ブラザースの短編アニメシリーズ「メリー・メロディーズ」の作品。1953年10月3日に公開された。
本作は、『標的は誰だ』『ちゃっかりウサギ狩り』に続く、チャック・ジョーンズによる「狩人三部作」の最後を飾る作品となっている。

## ストーリー
舞台は冬の雪山。「カモ狩り解禁」を知らせる看板を片っ端から剥がして作った焚き火にあたるダフィー(本人曰く「自己保存活動」)の元に獲物を探すエルマーがやってきた。このチャンスを利用しダフィーは「ウサギ狩り解禁」の看板と共にエルマーをバッグスの元まで誘導し仕留めさせようとするも、バッグスの口車に乗せられたエルマーにかえって撃たれるばかり。今が何のシーズンなのかを巡る度重なるやりとりに疲弊しきったエルマーは、バッグス扮する狩りの監視員に助けを求めるも、その答えに「野球シーズン」と告げられたのを機についに気が触れてしまい、エルマーは野球のボールを追いあてもなく駆けていった。危機が去ったことで一段落ついたバッグスはダフィーに本当は何のシーズンなのか尋ね、ダフィーがカモ狩りシーズンだと答えた次の瞬間、無数のハンターの銃火が彼を襲う。満身創痍のダフィーがバッグスににじり寄り、「お前ってサイテー…！」とこぼしたところで物語は終わる。

## キャスト
| キャラクター       | 原語版                  | 現行吹き替え版 |
| ------------------ | ----------------------- | -------------- |
| バッグス・バニー   | メル・ブランク          | 山口勝平       |
| ダフィー・ダック   | メル・ブランク          | 高木渉         |
| エルマー・ファッド | アーサー・Q・ブライアン | 長島雄一       |
| ナレーション       | -                       | 梅津秀行       |